# Antonina Melnikova
Antonina Alekseïevna Melnikova (russe : Антонина Алексеевна Мельникова), née le 19 février 1958 à Rahatchow (RSS de Biélorussie), est une kayakiste soviétique.

## Biographie
Antonina Melnikova participe aux Jeux olympiques d'été de 1980 à Moscou et remporte la médaille de bronze en kayak monoplace 500 mètres.